# Пятая (река, впадает в Камчатский залив)
Пятая — река на полуострове Камчатка в России.
Длина реки — 52 км. Протекает по территории Усть-Камчатского района Камчатского края. Впадает в Камчатский залив Тихого океана.

## Данные водного реестра
По данным государственного водного реестра России относится к Анадыро-Колымскому бассейновому округу.
Код объекта в государственном водном реестре — 19070000212120000018820.